# Cymatopus wirthi
Cymatopus wirthi är en tvåvingeart som beskrevs av Robinson 1975. Cymatopus wirthi ingår i släktet Cymatopus och familjen styltflugor.
Artens utbredningsområde är Panama. Inga underarter finns listade i Catalogue of Life.